# Az év azeri labdarúgója

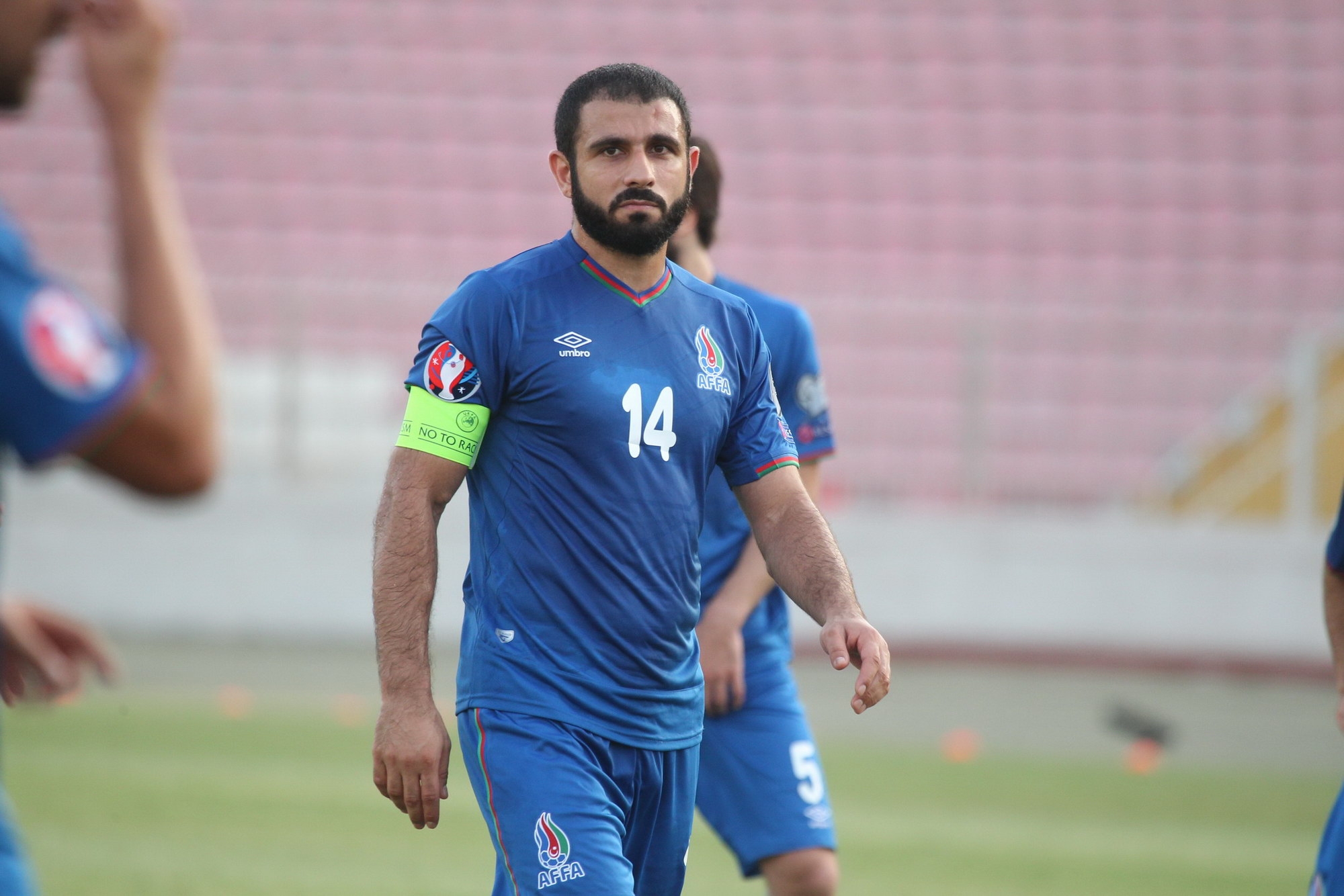
Rəşad Sadıqov hatszor nyerte el a díjat

Az év azeri labdarúgója díjat minden évben a legjobb teljesítményt nyújtó azeri labdarúgó kapja. A díjat először 1991-ben adták át. A győztest az azeri labdarúgó-szövetség szervezésében választják meg. A díjat legtöbbször, hatszor Rəşad Sadıqov nyerte meg.

## Győztesek
| Év   | Játékos            | Csapat             |
| ---- | ------------------ | ------------------ |
| 1991 | Samir Ələkbərov    | Neftçi PFK         |
| 1992 | Samir Ələkbərov    | Neftçi PFK         |
| 1993 | Samir Ələkbərov    | Neftçi PFK         |
| 1994 | Yunis Hüseynov     | Neftçi PFK         |
| 1995 | nem volt díjazott  | nem volt díjazott  |
| 1996 | Vidadi Rzayev      | Neftçi PFK         |
| 1997 | Faiq Cabbarov      | Gəncə PFK          |
| 1998 | Yunis Hüseynov     | Gəncə PFK          |
| 1999 | Tərlan Əhmədov     | Neftçi PFK         |
| 2000 | Emin Ağayev        | Torpedo Moszkva    |
| 2001 | Zaur Tağızadə      | Şəfa Bakı FK       |
| 2002 | Samir Əliyev       | Neftçi PFK         |
| 2003 | Qurban Qurbanov    | FK Volgar          |
| 2004 | Rəşad Sadıqov      | Neftçi PFK         |
| 2005 | Rəşad Sadıqov      | Kayserispor        |
| 2006 | Ceyhun Sultanov    | Bakı FK            |
| 2007 | Mahmud Qurbanov    | İnter Bakı         |
| 2008 | Kamran Ağayev      | Xəzər Lənkəran     |
| 2009 | Vaqif Cavadov      | Qarabağ FK         |
| 2010 | Rəşad Sadıqov      | Kocaelispor        |
| 2011 | Rauf Əliyev        | Qarabağ FK         |
| 2012 | Ruslan Abışov      | Xəzər Lənkəran     |
| 2013 | Rəşad Sadıqov      | Qarabağ FK         |
| 2014 | Qara Qarayev       | Qarabağ FK         |
| 2015 | Rahid Əmirquliyev  | Qarabağ FK         |
| 2016 | Rəşad Sadıqov      | Qarabağ FK         |
| 2017 | Rəşad Sadıqov      | Qarabağ FK         |
| 2018 | Mirabdulla Abbasov | Neftçi PFK         |
| 2019 | Emil Balayev       | Tobil Kosztanaj FK |

### Győztesek sorrendje
| Játékos            | Címek | Évek                               |
| ------------------ | ----- | ---------------------------------- |
| Rəşad Sadıqov      | 6     | 2004, 2005, 2010, 2013, 2016, 2017 |
| Samir Ələkbərov    | 3     | 1991, 1992, 1993                   |
| Yunis Hüseynov     | 2     | 1994, 1998                         |
| Vidadi Rzayev      | 1     | 1996                               |
| Faiq Cabbarov      | 1     | 1997                               |
| Tərlan Əhmədov     | 1     | 1999                               |
| Emin Ağayev        | 1     | 2000                               |
| Zaur Tağızadə      | 1     | 2001                               |
| Samir Əliyev       | 1     | 2002                               |
| Qurban Qurbanov    | 1     | 2003                               |
| Ceyhun Sultanov    | 1     | 2006                               |
| Mahmud Qurbanov    | 1     | 2007                               |
| Kamran Ağayev      | 1     | 2008                               |
| Vaqif Cavadov      | 1     | 2009                               |
| Rauf Əliyev        | 1     | 2011                               |
| Ruslan Abışov      | 1     | 2012                               |
| Qara Qarayev       | 1     | 2014                               |
| Rahid Əmirquliyev  | 1     | 2015                               |
| Mirabdulla Abbasov | 1     | 2018                               |
| Emil Balayev       | 1     | 2019                               |